# 六角六片三角孔扭歪無限面體
在幾何學中，六角六片三角孔扭歪無限面體（日语：六角六片三角孔ねじれ正多面体）是一種由正六邊形組成的正扭歪無限面體，具有正三角形的孔洞，由考克斯特和皮特里於1926年時發現，並命名為多四面體（英語：Mutetrahedron），在施萊夫利符號中計為{6,6|3}。
六角六片三角孔扭歪無限面體是一個自身對偶多面體，換句話說即此多面體的對偶多面體為自己本身，即六角六片三角孔扭歪無限面體。在結構上，六角六片三角孔扭歪無限面體可以看做是由正四面體與截角四面體的空间填充的形状——過截角交錯立方體堆砌中移除所有正三角形面、只保留正六邊形面的後所形成的扭歪無限面體。

## 性質

六角六片三角孔扭歪無限面體與其對偶多面體的複合體

六角六片三角孔扭歪無限面體由無限個正六邊形組成，每個頂點都是6個正六邊形的公共頂點，在頂點圖中為一個扭歪六邊形，此扭歪六邊形可以視為正八面體的皮特里多邊形，為下圖中的黑線部分。
而在所有三個正扭歪無限面體中，四角六片四角孔扭歪無限面體的頂點圖也是扭歪六邊形，且同樣為正八面體的皮特里多邊形，但是他們有些不同，如下圖所示，六角六片三角孔扭歪無限面體的頂點圖為左圖的綠色實線；四角六片四角孔扭歪無限面體為右圖的黃色實線，線上的數字表示該稜所位在的多邊形面之邊數。
| 六角六片三角孔扭歪無限面體 | 四角六片四角孔扭歪無限面體 |
|                            |                            |

他們的差別在於來自不同的多邊形面，六角六片三角孔扭歪無限面體頂點圖的扭歪六邊形，其來源正八面體的稜有的來自正三角形面、有的來自正六邊形面；而四角六片四角孔扭歪無限面體的頂點圖，其來源正八面體的稜全部來自正方形面，造成的結果是，當兩者邊長相等時，其所對應頂點圖的邊長會不相等。
六角六片三角孔扭歪無限面體由無限個正六邊形組成，並且在中間形成正三角形的孔洞，在施萊夫利符號中計為{6,6|3}，第一個6表示其由正方形構成，第二個6表示每個頂點都是6個正六邊形的公共頂點，橫線後面的3表示幾何體中間有正三角形的孔洞。

## 使用
六角六片三角孔扭歪無限面體出現於部分的流行文化創作中，例如作曲家きくお在其使用初音未來演唱的專輯中的歌曲是一個以六角六片三角孔扭歪無限面體為主題的創作。

## 相關多面體與鑲嵌
六角六片三角孔扭歪無限面體是三種正扭歪無限面體之一，另外兩種為：
| 图像         | 四角六片四角孔扭歪無限面體 | 六角四片四角孔扭歪無限面體 | 六角六片三角孔扭歪無限面體 |
| 施萊夫利符號 | {4,6\|4}                   | {6,4\|4}                   | {6,6\|3}                   |

六角六片三角孔扭歪無限面體在拓樸中相當於六階六邊形鑲嵌（施萊夫利符號：{6,6}）的商空間，即六角六片三角孔扭歪無限面體可透過拓樸變形成六階六邊形鑲嵌。

### 其他六角六片扭歪無限面體
有些扭歪無限面體的頂點同樣為6個正六邊形的公共頂點，例如六角六片四角孔扭歪無限面體。

#### 六角六片四角孔扭歪無限面體
在幾何學中，六角六片四角孔扭歪無限面體（日语：六角六片四角孔ねじれ正多面体）是一種位於雙曲緊湊空間的正扭歪無限面體。其在施萊夫利符號中計為{6,6|4}，表示每個頂點都是6個正六邊形的公共頂點，並且具有正方形的孔洞。
六角六片四角孔扭歪無限面體於1967年時由C. W. L. Garner發現，可看作是由循環截角八面體-立方體堆砌（Cyclotruncated octahedral-cubic honeycomb）移除所有正方形面來構造。
六角六片五角孔扭歪無限面體並不是一個自身對偶多面體，其對偶多面體為八角八片三角孔扭歪無限面體，在施萊夫利符號中用{8,8|3}表示，與其相同頂點布局的堆砌體為循環截角立方體-八面體堆砌（Cyclotruncated cubic-octahedral honeycomb）。

#### 六角六片五角孔扭歪無限面體
在幾何學中，六角六片五角孔扭歪無限面體（日语：六角六片五角孔ねじれ正多面体）是一種位於雙曲緊湊空間的正扭歪無限面體。其在施萊夫利符號中計為{6,6|5}，表示每個頂點都是6個正六邊形的公共頂點，並且具有正五邊形的孔洞。
六角六片四角孔扭歪無限面體於1967年時由C. W. L. Garner發現，可看作是由循環截角二十面體-十二面體堆砌（Cyclotruncated icosahedral-dodecahedral honeycomb）移除所有正五邊形面來構造。
六角六片五角孔扭歪無限面體的對偶多面體為十角十片三角孔扭歪無限面體，在施萊夫利符號中用{10,10|3}表示，與其相同頂點布局的堆砌體為循環截角十二面體-二十面體堆砌（Cyclotruncated dodecahedral-icosahedral honeycomb）。

#### 六角六片六角孔扭歪無限面體
在幾何學中，六角六片六角孔扭歪無限面體（日语：六角六片六角孔ねじれ正多面体）是一種位於雙曲仿緊空間的正扭歪無限面體，其不僅所有面都是正六邊形，連其孔洞也為正六邊形。其在施萊夫利符號中計為{6,6|6}，表示每個頂點都是6個正六邊形的公共頂點，並且具有正六邊形的孔洞。

## 外部連結
- 埃里克·韦斯坦因. . MathWorld.
- 埃里克·韦斯坦因. . MathWorld.